# Ibrišimović
Ibrišimović je priimek več znanih oseb:
- Luka Ibrišimović (1626—1698), frančiškan in protiturški borec
- Marin Ibrišimović (1600—1650), frančiškan, gvardijan in škof
- Nedžad Ibrišimović (1940—2011), bosansko-hercegovski književnik